# Municipio de Center (condado de Hickory)
El municipio de Center (en inglés: Center Township) es un municipio ubicado en el condado de Hickory en el estado estadounidense de Misuri. En el año 2010 tenía una población de 874 habitantes y una densidad poblacional de 15,83 personas por km².

## Geografía
El municipio de Center se encuentra ubicado en las coordenadas 37°55′52″N 93°17′26″O / 37.93111, -93.29056. Según la Oficina del Censo de los Estados Unidos, el municipio tiene una superficie total de 55.21 km², de la cual 55,12 km² corresponden a tierra firme y (0,15 %) 0,09 km² es agua.

## Demografía
Según el censo de 2010, había 874 personas residiendo en el municipio de Center. La densidad de población era de 15,83 hab./km². De los 874 habitantes, el municipio de Center estaba compuesto por el 97,83 % blancos, el 0,23 % eran afroamericanos, el 0,69 % eran amerindios, el 0,34 % eran asiáticos, el 0,23 % eran de otras razas y el 0,69 % eran de una mezcla de razas. Del total de la población el 0,92 % eran hispanos o latinos de cualquier raza.